# Mark Radcliffe
Mark Radcliffe (ur. 7 października 1952 w Tulsie w USA) – amerykański producent filmowy, producent wykonawczy i drugi reżyser. Brał udział w produkcji takich filmów jak: Kevin sam w Nowym Jorku (1992), Pani Doubtfire (1993), Harry Potter i więzień Azkabanu (2004; za ten film zdobył BAFTA Children's Award), Fantastyczna Czwórka (2005).